# Elitloppet
De Elitloppet (letterlijk: elitewedstrijd) of Solvallas Internationella Elitlopp is een Groep 1 drafwedstrijd die sinds 1952 jaarlijks plaatsvindt op de renbaan van Solvalla, Stockholm, Zweden.
Deze wedstrijd wordt beschouwd als de meest prestigieuze drafwedstrijd ter wereld. De wedstrijd bestaat uit twee kwalificatieronden en de finale die later op de dag gereden wordt, over een afstand van 1 mijl (1607 meter). Het prijzengeld bedroeg in 2012 6.400.000 SEK (circa 711.000 Euro). De wedstrijd maakt deel uit van het Grand Circuit européen (European Grand Circuit).

## Winnaars
| Jaar | Paard           | Pikeur              | Land1                    |
| ---- | --------------- | ------------------- | ------------------------ |
| 2015 | Magic Tonight   | Örjan Kihlström     | Zweden                   |
| 2014 | Timoko          | Björn Goop          | Frankrijk                |
| 2013 | Nahar           | Robert Bergh        | Zweden                   |
| 2012 | Commander Crowe | Christophe Martens  | Zweden                   |
| 2011 | Brioni          | Joakim Lövgren      | Duitsland                |
| 2010 | Iceland         | Johnny Takter       | Zweden                   |
| 2009 | Torvald Palema  | Åke Svanstedt       | Zweden                   |
| 2008 | Exploit Caf     | Jean-Michel Bazire  | Italië                   |
| 2007 | L'Amiral Mauzun | Jean-Michel Bazire  | Frankrijk                |
| 2006 | Conny Nobell    | Björn Goop          | Zweden                   |
| 2005 | Steinlager      | Per Oleg Midfjeld   | Noorwegen                |
| 2004 | Gidde Palema    | Åke Svanstedt       | Zweden                   |
| 2003 | From Above      | Örjan Kihlström     | Zweden                   |
| 2002 | Varenne         | Giampaolo Minucci   | Italië                   |
| 2001 | Varenne         | Giampaolo Minucci   | Italië                   |
| 2000 | Victory Tilly   | Stig H. Johansson   | Zweden                   |
| 1999 | Remington Crown | Joseph Verbeeck     | Frankrijk                |
| 1998 | Moni Maker      | Wally Hennessey     | Verenigde Staten         |
| 1997 | Gum Ball        | Stig H. Johansson   | Zweden                   |
| 1996 | Coktail Jet     | Jean-Etienne Dubois | Frankrijk                |
| 1995 | Copiad          | Erik Berglöf        | Zweden                   |
| 1994 | Copiad          | Erik Berglöf        | Zweden                   |
| 1993 | Sea Cove        | Joseph Verbeeck     | Duitsland                |
| 1992 | Billyjojimbob   | Murray Brethour     | Canada                   |
| 1991 | Peace Corps     | Stig H. Johansson   | Zweden                   |
| 1990 | Mack Lobell     | Thomas Nilsson      | Zweden                   |
| 1989 | Napoletano      | Stig H. Johansson   | Zweden                   |
| 1988 | Mack Lobell     | John D. Campbell    | Verenigde Staten         |
| 1987 | Utah Bulwark    | Stig H. Johansson   | Zweden                   |
| 1986 | Rex Rodney      | Kjell Håkonsen      | Noorwegen                |
| 1985 | Meadow Road     | Torbjörn Jansson    | Zweden                   |
| 1984 | The Onion       | Stig H. Johansson   | Zweden                   |
| 1983 | Ianthin         | Paul Delanoe        | Frankrijk                |
| 1982 | Ideal du Gazeau | Eugène Lefèvre      | Frankrijk                |
| 1981 | Jorky           | Leopold Verroken    | Frankrijk                |
| 1980 | Ideal du Gazeau | Eugène Lefèvre      | Frankrijk                |
| 1979 | Pershing        | Berndt Lindstedt    | Zweden                   |
| 1978 | Hadol du Vivier | Jean Rene Gougeon   | Frankrijk                |
| 1977 | Eleazar         | Leopold Verroken    | Frankrijk                |
| 1976 | Dimitria        | Leopold Verroken    | Frankrijk                |
| 1975 | Timothy T.      | Giancarlo Baldi     | Italië                   |
| 1974 | Timothy T.      | Giancarlo Baldi     | Italië                   |
| 1973 | Ego Boy         | Ingemar Olofsson    | Zweden                   |
| 1972 | Dart Hanover    | Berndt Lindstedt    | Zweden                   |
| 1971 | Tidalium Pelo   | Jean Mary           | Frankrijk                |
| 1970 | Eileen Eden     | Johannes Frömming   | Italië                   |
| 1969 | Fresh Yankee    | Joe O'Brien         | Canada                   |
| 1968 | Eileen Eden     | Johannes Frömming   | Italië                   |
| 1967 | Roquepine       | Henri Levesque      | Frankrijk                |
| 1966 | Roquepine       | Henri Levesque      | Frankrijk                |
| 1965 | Elma            | Johannes Frömming   | Verenigde Staten         |
| 1964 | Pack Hanover    | Sergio Brighenti    | Italië                   |
| 1963 | Ozo             | Roger Massue        | Frankrijk                |
| 1962 | Eidelstedter    | Johannes Frömming   | Bondsrepubliek Duitsland |
| 1961 | Kracovie        | Roger Vercruysse    | Frankrijk                |
| 1960 | Honoré II       | Raoul Simonard      | Frankrijk                |
| 1959 | Jamin           | Jean Riaud          | Frankrijk                |
| 1958 | Io d'Amour      | Gerhard Krüger      | Bondsrepubliek Duitsland |
| 1957 | Gelinotte       | Charlie Mills       | Frankrijk                |
| 1956 | Gelinotte       | Charlie Mills       | Frankrijk                |
| 1955 | Gutemberg A.    | Alain Deheeger      | Frankrijk                |
| 1954 | Carné           | Olle Persson        | Zweden                   |
| 1953 | Frances Bulwark | Sören Nordin        | Zweden                   |
| 1952 | Permit          | Walter Heitmann     | Bondsrepubliek Duitsland |

1 Nationaliteit van de eigenaar van het paard